# Tombes sadites
Les tombes sadites de Marràqueix daten de l'època del gran soldà sadita Ahmed al-Mansur (1578-1603). Aquestes tombes no van ser descobertes fins al 1917 i sobresurten per la bellesa de la seva decoració.
El mausoleu protegeix els cossos de seixanta sadites, d'entre els quals al-Mansur, els seus successors i la seva família. L'edifici està compost de tres sales. El mausoleu més prestigiós és la sala de les dotze columnes que allotja la tomba del fill d'Ahmed al-Mansur. La seva cúpula de fusta de cedre i els estucs són finament treballats, les sepultures són de marbre de Carrara d'Itàlia.
A l'exterior, es troben les tombes dels soldats i servidors i un jardí de la necròpoli.